# Karup, Mittjylland
Karup är en tätort i Viborg kommun på Jylland. Strax väster om Karup ligger flygplatsen Midtjyllands Lufthavn och den militära flygbasen Flyvestation Karup.
Karup var fram till 2006 en egen kommun. 